# António Júlio da Costa Pereira de Eça
António Júlio da Costa Pereira de Eça (31 mars 1852, Lisbonne - 6 novembre 1917) communément appelé Pereira d'Eça, est un général de l'armée portugaise, un administrateur colonial et un ministre de la guerre de 1914 à 1915.